# Howard James Banker
Howard James Banker (ur. 19 kwietnia 1866, zm. 13 listopada 1940) – amerykański mykolog.

## Życiorys
H.J. Banker doktorat otrzymał na Uniwersytecie Columbia w 1908 roku. Był redaktorem naczelnym czasopisma Mycologia, poczynając od jego założenia w 1909 roku, aż do przejęcia go przez Mycological Society of America w 1933 roku. Opublikował w nim kilka artykułów, w tym rewizję północnoamerykańskich Hydnaceae, w której opisał 62 gatunki należące do 10 rodzajów. Zmarł w swoim domu w Huntington w stanie Nowy Jork w 1940 r.
Opisał nowe gatunki grzybów. W nazwach naukowych utworzonych przez niego taksonów dodawane jest jego nazwisko Banker. Uczczono go nadając jego nazwisko rodzajowi grzybów Bankera.

## Wybrane publikacje
- Banker JH. 1902. A Historical Review of the Proposed Genera of the Hydnaceae. Bulletin of the Torrey Botanical Club, Vol. 29, No. 7, s. 436–448
- Banker JH. 1909. A New Fungus of the Swamp Cedar. Bulletin of the Torrey Botanical Club, Vol. 36, No. 6, s. 341–343
- Banker JH. 1912. Type Studies in the Hydnaceae II. The Genus Steccherinum. Mycologia, Vol. 4, No. 6, s. 309–318
- Banker JH. 1912. Type Studies in the Hydnaceae: I. The Genus Manina. Mycologia, Vol. 4, No. 5, s. 271–278
- Banker JH. 1913. Type Studies in the Hydnaceae: V. The Genus Hydnellum. Mycologia, Vol. 5, No. 4, s. 194–205
- Banker JH. 1913. Type Studies in the Hydnaceae III. The Genus Sarcodon. Mycologia, Vol. 5, No. 1, s. 12–17
- Banker JH. 1913. Type Studies in the Hydnaceae: VI. The Genera Creolophus, Echinodontium, Gloiodon, and Hydnodon. Mycologia, Vol. 5, No. 6, s. 293–298
- Banker JH. 1913. Type Studies in the Hydnaceae: IV. The Genus Phellodon. Mycologia, Vol. 5, No. 2, s. 62–66
- Banker JH. 1914. Type Studies in the Hydnaceae: VII. The Genera Asterodon and Hydnochaete. Mycologia, Vol. 6, No. 5, s. 231–234
- Banker JH. 1929. Notes on the Hydnaceae. Mycologia, Vol. 21, No. 3, s. 145–150